# Бурёнушка
«Бурёнушка» — советский кукольный мультфильм, который создал в 1974 году режиссёр Валерий Фомин по мотивам русской народной сказки «Крошечка-Хаврошечка» (о девочке-сироте Хаврошечке).

## Сюжет
Мультфильм о бедной девочке, которая жила с отцом и мачехой. А у мачехи были свои две дочки. Своих она любила и лелеяла, а падчерицу заставляла делать всю работу. Однажды приказала мачеха Хаврошечке корову пасти, а чтобы не было скучно, ещё и полотно ткать. Пригнала Хаврошечка свою Бурёнку на луг, запечалилась. А Бурёнка ей и говорит, чтобы она не печалилась, а взяла её рог и бросила. Так и сделала девочка, и тут рог превратился в рулон ткани.
Злая мачеха сразу поняла, что Хаврошке кто-то помогает и решила проверить, кто именно. На следующий день она, дав падчерице новое задание, послала следить за ней одну из своих дочерей, но та сразу выдала своё присутствие, а затем по совету Хаврошечки прилегла, заснула и ничего не увидела. На третий день мачеха, дав Хаврошечке очередное задание, послала следить за ней другую дочь, но та в решающий момент отвлеклась и тоже ничего не увидела. На четвёртый день мачеха, дав падчерице ещё одно задание, пошла следить за ней сама и, убедившись, что помогает Хаврошечке сама Бурёнка, приказала мужу резать корову. Хаврошечка пришла к своей любимице и горько заплакала. А Бурёнушка посоветовала ей: "Собери  мои косточки и закопай в землю". Когда Бурёнушку зарезали, Хаврошечка так и сделала. И выросла большая яблоня с красными наливными яблочками. Однажды проезжал мимо царевич, который сказал: «Кто мне яблочко подаст, тот и будет моей женой». Две сестры только хотели сорвать яблочко, а яблоня подняла ветки вверх. А когда пришла Хаврошечка, ветки опустились, она сорвала яблоко и подала царевичу, который увез Хаврошечку к себе во дворец.

## Создатели мультфильма
- Режиссёр: Валерий Фомин
- Сценарист: Л. Тильман
- Композитор: Владислав Казенин
- Оператор: Валентин Баженов
- Художники-постановщики: В. Юрчиков, В. Фомин
- Звукооператор: Б. Берестецкий
- Кукловод: В. Баженов
- Куклы и декорации выполнили: Ю. Ушаков, А. Голощук, В. Васенькин, П. Куфтин
- Автор стихов: Герман Дробиз
- Редакторы: Л. Козлова, И. Орлов
- Директор: Ф. Антонов

## Роли озвучивали
- Татьяна Решетникова — хаврошечка
- Герман Качин — принц
- Владимир Ткач
- Валентина Ананьина
- Наталья Крачковская — буренушка

## Музыка
- Песенка о счастье (музыка В. Казенина, слова Г. Дробиза)[1]

## Издание на видео
В 2007 году мультфильм был выпущен на DVD изданием «Крупный План» в сборнике мультфильмов «Про Веру и Анфису» («Про Веру и Анфису», «Вера и Анфиса тушат пожар», «Вера и Анфиса на уроке в школе», «Бурёнушка», «Сказка про Комара Комаровича», «Синюшкин колодец», «Травяная западёнка», «Пингвинёнок», «По щучьему велению»).